# هری جونز (ورزشکار)
هری جونز (انگلیسی: Harry Jones; ۸ مهٔ ۱۸۹۵ – ۲۴ دسامبر ۱۹۵۶) قایقران قایق بادبانی اهل کانادا بود.